# Рафалівська Воля
Рафалівська Воля (пол. Wola Rafałowska) — розташоване на Закерзонні село в Польщі, у гміні Хмельник Ряшівського повіту Підкарпатського воєводства.
Населення — 1082 особи (2011).

## Історія
За податковим реєстром 1589 р. село входило до Тичинської округи Перемишльській землі Руського воєводства, в селі було 3 лани (коло 75 га) оброблюваної землі, млин, корчма, 6 коморників без тяглової худоби.
У 1772—1918 рр. село входило до Австрійської імперії. На той час унаслідок півтисячоліття латинізації та полонізації українці лівобережного Надсяння опинилися в меншості. Українці-грекокатолики належали до парафії Залісє Каньчузького деканату Перемишльської єпархії). Востаннє (троє парафіян) фіксуються в селі в шематизмі 1849 р. і в наступному шематизмі (1868 р.) згадка про Рафалівську Волю вже відсутня.
Відповідно до «Географічного словника Королівства Польського» в 1893 р. Рафалівська Воля знаходилась у Ряшівському повіті Королівства Галичини і Володимирії, було 151 будинок і 788 мешканців, з них 775 римо-католиків і 13 юдеїв.
У міжвоєнний період село входило до ґміни Тичин Ряшівського повіту Львівського воєводства Польщі.
У 1975-1998 роках село належало до Ряшівського воєводства.

## Демографія
Демографічна структура станом на 31 березня 2011 року:
|          | Загалом | Допрацездатний вік | Працездатний вік | Постпрацездатний вік |
| -------- | ------- | ------------------ | ---------------- | -------------------- |
| Чоловіки | 551     | 127                | 371              | 53                   |
| Жінки    | 531     | 98                 | 305              | 128                  |
| Разом    | 1082    | 225                | 676              | 181                  |